# Nardi FN.310
Il Nardi FN.310 fu un aereo da turismo quadriposto, monomotore monoplano ad ala bassa, sviluppato dall'azienda italiana Fratelli Nardi negli anni trenta e rimasto allo stadio di prototipo.
Realizzato per il mercato dell'aviazione generale, pur riscontrando buone prestazioni e successo commerciale non riuscì ad essere avviato alla produzione in serie per lo scoppio della seconda guerra mondiale. Il solo esemplare costruito venne valutato e acquisito dalla Regia Aeronautica, l'aeronautica militare del Regno d'Italia, e destinato all'uso come aereo da collegamento.

## Utilizzatori
Italia
- Regia Aeronautica